# Fidget
Fidget var en svensk musikgrupp från Göteborg. Bandet var verksamt mellan 1994 och 2000 och släppte skivor på etiketterna Prodik (Mega Records, Danmark) och Silence Records.

## Bandmedlemmar
- Nina Natri – sång
- Louise Weibull – gitarr
- Daniel Claeson – gitarr
- Fredrik Andersson – synt
- Johan Forsman – trummor
- Pontus Willquist – bas

## Diskografi
- 1996 – Semi-naked   CDS
- 1997 – No Boogie Coming Your Way   CD
- 1997 – Stop Losing   CDS
- 1997 – Figure Four Leglock   CDS
- 1999 – To Hell With Music (it makes no sense)  CDS
- 1999 – Underdog   CDS
- 1999 – Glad To Be Your Enemy  CD
- 2000 – Living On Video  CDS